# Lucian Freud
Lucian Michael Freud (født 8. december 1922 i Berlin, død 20. juli 2011) var en britisk kunstmaler af tysk oprindelse. Freud anses for at være en af sin tids største figurative malere.
Lucian Freud var barnebarn af Sigmund Freud. Han flyttede i 1933 med sine forældre til England for at undvige nazismens opblomstring, og blev britisk statsborger i 1939. 
Han læste ved flere engelske kunstskoler, bl.a. Central School of Art i London. Han havde sin første soloudstilling på Alex Reid & Lefevre Gallery i 1944, og i 1954 deltog han sammen med Ben Nicholson og Francis Bacon på Venedig-biennalen.